# La Petite Histoire de France
La Petite Histoire de France est une série télévisée française créée par Jamel Debbouze, Laurent Tiphaine et Frank Cimière pour W9.
Cette sitcom historique et humoristique, rappelant le style des séries Scènes de ménages et Kaamelott, parodie la vie quotidienne de couples à quatre époques (trois au début de la série) de l'histoire de France: le Moyen Âge au temps de Jeanne d'Arc, le règne de Louis XIV, le Premier Empire et l'époque gallo-romaine. 
À l'instar des séries Scènes de ménages et Un gars, une fille, chaque séquence est filmée d'un seul point de vue et sans mouvement de caméra ni gros plan. 
La série est actuellement constituée de cinq saisons au total :
- la saison 1 est diffusée pour la première fois entre le 28 novembre 2015[1] et le 12 février 2016[2] ;
- la saison 2 est diffusée entre le 18 décembre 2016[3],[4] et le 18 avril 2017[5] ;
- la saison 3, d'abord annoncée pour mars 2018[6], est finalement diffusée le 27 novembre 2018[7],[8] en première partie de soirée et en long format ;
- la saison 4 est annoncée et en tournage à partir du 16 août 2021[9],[10],[11], et diffusée entre le 4 décembre 2021 et le 2 avril 2022. C'est lors de cette saison que l'époque gallo-romaine apparaît.
- la saison 5 est diffusée entre le 2 décembre 2023 et le 16 mars 2024.

## Synopsis
| \| Marsal Domrémy La Croutinière Paris \| |
| Marsal Domrémy La Croutinière Paris       |

La série consiste en des scènes humoristiques se déroulant à différentes époques en France. Extrait de la bande-annonce : « Tout le monde connaît Jeanne d'Arc, Louis XIV et Napoléon. Par contre, leurs cousins ne sont pas entrés dans l'Histoire… La Petite Histoire de France a décidé de réparer cette erreur ».
- Année 1 : Les exploits de Vercingétorix font fantasmer Maelle, au grand dam de son époux Yorik, lui-même cousin de Vercingétorix. Les scènes se déroulent à Marsal.
- Année 1430 : Jeanne d'Arc ayant été faite prisonnière par les Anglais, son cousin François tente par tous les moyens de la délivrer. Les scènes se déroulent à Domrémy.
- Année 1695 : depuis que son cousin Louis XIV les a évincés du Château de Versailles, le comte Philippe de Roche-Saint-Pierre et son épouse Marie-Louise résident au château (fictif) de La Croutinière dans le Nivernais, où ils s'ennuient profondément. Ils font de nombreuses et diverses tentatives pour retourner à Versailles où ils espèrent obtenir la grâce du roi.
- Année 1810 : Renata Bonaparte, cousine de Napoléon, et son mari, Jean Plancher, tiennent une auberge Chez Bonaparte dans les faubourgs de Paris. Sans scrupules, de mauvaise foi, peu respectueux de leurs clients et racistes envers les Bretons, ils se plaignent du manque d'égards dont Napoléon fait preuve envers eux depuis qu'il a été sacré empereur.

## Fiche technique
- Titre : La Petite Histoire de France
- Création : Jamel Debbouze, Laurent Tiphaine et Frank Cimière
- Réalisation : David Salles , Vincent Burgevin, Jonathan Barré, Virginie Lovisone, Vladimir Rodionov et Marie Helene Copti
- Direction artistique : David Salles
- Décors : Christian Maury
- Directeur de la photographie : Pascale Granel et Marc-André Batigne
- Montage : Bruno Safar, Cédric Meneau
- Production : Jamel Debbouze, Olivier Rodot et Fabrice Barnier
- Société de production :  Kissman Productions
- Pays d'origine :  France
- Genre : shortcom historique
- Durée : 2 à 3 minutes
- Diffusion sur support :
  - saison 1 : en DVD par M6 Interactions, sortie le 2 mars 2016 ;
  - saison 2 : pas de sortie annoncée ;
  - saison 3 : pas de sortie annoncée.

## Distribution

### Acteurs principaux

#### An 1 (à partir de la saison 4)
- Maxime Gasteuil : Yorik, cousin de Vercingétorix
- Alexandra Roth : Maëlle, l'épouse de Yorik
- Paul Scarfoglio : Briac, le fils de Yorik et Maëlle
- Faustine Koziel : Gwénola, la fille de Yorik et Maëlle
- Matthias Quiviger : Burgal, le frère de Maëlle
- Anne Benoît : Lena, la mère de Yorik (saison 4 uniquement)

#### Année 1430
- Alban Ivanov : François d'Arc, cousin de Jeanne d'Arc
- Ophélia Kolb : Ysabeau d'Arc, épouse de François d'Arc
- Fatsah Bouyahmed : Gaspard, le gardien de brebis
- Philippe Duquesne : Adelin, beau-frère et ami de François d'Arc, mari de Guillemette père d'au moins 10 enfants
- Ricardo Lo Giudice : Gontran, ami de François
- Charline Paul : Catherine, amie de François et Ysabeau, qui a entretenu des relations avec quasiment tous les hommes du village
- Gaelle Jeantet : Guillemette, la sœur de François d'Arc, épouse d'Adelin et mère d'au moins 10 enfants
- Olivier Marchal : Godefroy, père d'Ysabeau

#### Année 1695
- François Levantal : comte Philippe Honoré de Roche Saint-Pierre, cousin de Louis XIV
- Anne-Sophie Girard : comtesse Marie-Louise de Roche Saint-Pierre, femme de Philippe
- Philippe Beglia : Frémont, majordome des Roche Saint-Pierre
- Sébastien Castro : abbé Martin
- Jean-Luc Couchard : Feuillade, émissaire du roi et ami des Roche Saint-Pierre qui leur apporte des nouvelles de Versailles, et leur fait toujours de fausses joies. Par la suite, il est hébergé au château.
- Vincent Martin : Grandet, un paysan
- Constance Labbé : duchesse Marie-Thérèse de Vinteuil, fille de Philippe et Marie-Louise de Roche Saint-Pierre
- Jean Masini : le duc de Vinteuil, époux de la duchesse Marie-Thérèse et beau-fils (plus âgé) de Philippe et Marie-Louise
- Emmanuelle Fernandez : la cuisinière Ch'ti

#### Année 1810
- David Salles : Jean Plancher, cousin par alliance de Napoléon
- Karina Marimon : Renata Plancher, cousine de Napoléon
- Grant Lawrens : Baptiste Plancher, le fils de Jean et Renata
- Franck Migeon : Loïc Le Cloalec'h, client breton de Jean et Renata. À noter que dans l'épisode "Renata et les gants perdus", le prénom n'est pas Loïc mais Wimarc (initiales WLC)
- Manon Gaurin : Pauline, serveuse courtisée par Baptiste
- Éric Théobald : Bouvier, client de Jean et Renata et membre de la police secrète
- Charles Schneider : Charlu, client de l'auberge Chez Bonaparte
- Stéphane Joly : Jules, gérant de l'auberge du Pont
- Nicolas Avinée : P'tit Louis, client de l'auberge Chez Bonaparte

### Invités
en gras, les rôles doubles
- Raymond Forestier : le client de la taverne
- Jérôme Niel : Jacques
- François Pérache : le vicomte du Coin
- Patrick Rocca : le comte de la Salle
- Luc Antoni : maître Morland, notaire des Roche Saint-Pierre
- Sacha Bourdo : Dimitri
- Guillaume Briat : un prêtre
- Arnaud Ducret : "Monsieur", frère du Roi
- Catherine Hosmalin : 
  - veuve Germaine (époque de Napoléon)
  - Germaine, la rebouteuse (époque de Jeanne d'Arc)
- Raphaëline Goupilleau : rôle inconnu (époque de Louis XIV)
- Kemar : baron Falgarone
- Natoo : la femme de Le Cloalec'h
- Bruno Salomone : 
  - le peintre italien (époque de Louis XIV)
  - l'imprésario (époque de Napoléon)
- Étienne Chicot : Pierrot, client de l'auberge Chez Bonaparte
- Billie Boiseau : Mathilde Ruffier, la fille du volailler
- Eric Lampaert : lord Northbrock, un seigneur anglais très respectueux des bonnes manières et de la politesse, tout le contraire de François
- José Exposito : le jardinier de La Croutinière
- Christian Pélissier : 
  - un sergent de Napoléon
  - Brennos, un druide (époque de Vercingétorix)
- Christophe Favre : curé du baptême de François
- François-David Cardonnel : un gendarme
- Esteban Vial : Allan, l'ami de Briac fou amoureux de Gwénola
- Gustave Kervern : Dario, un esclave
- Julie Depardieu : Clothilde, petite amie de Gaspard
- Jamel Debbouze : 
  - Le "deuxième" Gaspard (époque de Jeanne d'Arc)
  - Louis XIV (époque de Louis XIV — hors saison)
- Bruno Paviot : Georges, le frère de Jean Plancher
- Isabelle Nanty : Berthe, la mère de François d'Arc et de Guillemette
- Delphine Baril : la cuisinière amoureuse de François
- Marvin Roth : Riza Beg, le représentant du Chah de Perse auprès de Louis XIV
- Gérard Jugnot : l'évèque.

### Hors saison
- Jonathan Lambert : Henri Dabert
- Ary Abittan : marquis de Lonvain, amuseur du roi Louis XIV
- Jérôme Niel : le curé du village de Domrémy
- Charlotte Gabris : Ameline, l'accoucheuse d'Ysabeau
- Thomas VDB : Eugène Boquet

## Tournage
Toutes les scènes ont été tournées dans les studios de la Cité du cinéma de Luc Besson à Saint-Denis.

## Saison 1
En cours

## Saison 2
En cours

## Saison 3
En cours

## Saison 4
En cours

## Saison 5
1. Humour / Détecteur / Mauvaise joueuse / Pas vue pas prise
2. Milice mi-molle - Amour à distance - Mercato - Testé et désapprouvé
3. Une bande de thon - Comme il se doit - Touche touche - Et surtout welcome
4. L'expert - Nuisances sonores - Folle mission - Commandé c'est commandé
5. Mauvais esprit - Epouillage - L'existence des choses - Transhumance
6. Méthode de management - La fonteine - Une bonne vie de merde - Padamalgame
7. Fins de phrases - Inspection surprise - Panique aveugle - Party time
8. Début de la mode - De haute lutte - Finir les restes - C'est complet
9. Courage - Ca devrait tenir - Stormtroopers - Le couteau suisse
10. A la sueur des fronts - Ma fille - Sangsues dessous - Sois moche et tais-toi
11. Passable / Petite coïncidence / Morts les enfants / Itinéraire bis
12. Geste commercial - A la grecque - Trop beau - Petite zone
13. Chapi chapon - Ne pas penser - La pie et le furet
14. Le goût du moche - Dix petits maigres - Ca soulage - Campagne d'Italie
15. La bonne ambiance - Enigme relative - Nuit calme - Au régiment comme à la guerre
16. Mère poule - You are talking to me - Des scorpions dans la galerie des glaces - Enfin
17. A la bonne franquette - Bon ustensile - La petite dans la grande - Coupe feu
18. Dog style - Impresarios - Petit salon - Parfum le mâle
19. Tapages - Girl power - love at first sight - Les machaons
20. Toi aussi mon fils - A vous - Une petite fable pour la route - Comme une rivière
21. Un bruit lointin - Blessure invisible - Notes de joie - Tutoyage
22. Sea, sex and Rome - Sois plus précis - Logique immo - Coin break
23. Centre de loisir - Petit service - Gendre pas idéal - Soirée de trop
24. Lancer demain - Je vous avais prévenus - Dallage - Tac tac
25. L'auberge d'en face / Cette manie de faire des phrases / Homme affable / Le droit romain
26. Doliprane - Le prénom - Burgal in love - La marmotte
27. Le confident - C'est de famille - Composez le 18 - Elle est bilingue
28. Frémont aux mains d'argent - Le grand oral - Sol - Terre brûlée
29. La trilogie / Zéro émotion / Les bonnes sorcières / Programme cheminée
30. Fable à peu près - Le studio de Gaspard - L'embranchement - A capella
31. Mon beau frère et moi - Cuisine et dépendance - Mariage arrangeant - Même combat
32. Bosser au feeling - Chef de meute - Un franc et douze sous - Echec et mat
33. Penser ou dire - The On est pas un Quimper song - Téléscopique - Hoquet pas ok
34. Comme un problème - L'effet Veblen - Très bonne nuit - Voisins voisines
35. Prendre la confiance - Insultes et compagnie - Boum - Moulage automatique - Milice armée
36. Don de soi - Le précautionneux - Philippe contre Philippe - Vaut mieux entendre ça que d'être sourd
37. La folie des grandeurs / Le gout des autres / That is provocation / Révolution
38. La robe de l'autre - Vu de dos - Kill Bill - Regroupement
39. Pierre ponce - Qu'on me donne l'envie - Vol au dessus d'un nid de coucou - Pourquoi t'as rien dit ?
40. Soumission impossible - Polygamie - Surhomme - Une question de réglage
41. Journée sans / Haut les mains / Réchauffement climatique / Compas dans l'œil
42. La flamme - Avoir un fils - Moustache - Le coup de balai
43. Idée ultime - Happy - Tissu de secours - Qui va à la chaise
44. Tout nu et tout bronzé - Avec méthode - T'es pas dans ta tête - Pénélope
45. Chat gratte - Pardon - Juste pour le style - Avant de partir
46. Optic -50 - La poule au pro - Apaiser François - Blé dur
47. Bon commerçant - Char romain - Quand abbé fâché, lui toujours faire ainsi - Feue ma cabane
48. Entre deux chaises - En thérapie - La meilleure défense - Sablier
49. Ricochets - Une histoire de famille - Le fils à Charlu - Bouffon du roi
50. Glaglagla - Ca m'enerve - L'estrade - Top chef
51. Délivrance - Start me up - Uniforme +++ - Marquis d'Alzheimer
52. Plancher origins - les infiltrés - De vampire en pire - Amoureux
53. Wee wee - Monnaie monnaie monnaie - Distance de freinage - Amis pour la vie
54. Monsieur le con - The winner takes it all - Solidarnosc - La santé par les plantes
55. Du fond du cœur - Idéal masculin - Joyeux joyaux - Attrape-rêve
56. Petit salon 12 secteur B - Tenue correcte exigée - tac - Coup de foudre à Notting Gaule
57. Ca fait longtemps - Un fier braconnier - Soupe de druide - Nudité interdite
58. T'as compris - Fierté paternelle - Coloc - Presqu'adulte
59. Les voix de Berthe - Code de la route Versaillais - Grosse concentration - La chasse
60. Kit en vrac - Procrasti c'est non - Brothers - Du jamais vu
61. La crise - Impeccable - Problème saisonnier - Pestilence
62. Docteur Gaspard - Télétravail - Esclave occupé - Seul dans le thème
63. Prendre ta douleur - Spécialité régionale - Vérisure - Ca te dirait ?
64. Transformation - Pay per view - La parade des gens hereux - Etiquette
65. La positive attitude / Chaise à la mode / Avec les yeux / 30% de perte
66. Zero RIP - Alorka - Sommeil de cheval
67. Ca promet - Arvid, Brudo et les autres - Ampoules à gants
68. Transmission - Cadeau bonux - Loup y es-tu - Billy
69. Sans toi - And so what - Rome ville ouverte - Egalité
70. Argent peut tout - Rien ne se perd, tout se transforme - Trop beau - Drôles de prénoms
71. Jalousie fromagère / Pavlov / Terres râtées / Sans détour
72. Bête de concours - Chef à vie - Boisson chaude - La roussette
73. Consolation burgalienne - Coupanle idéal - Wedding planner
74. Laisse pas trainer ton fils - Huggy les bons tuyaux - Ascenceur émotionnel - L'odeur
75. Pas dupe - Vedette américaine - Pas équipé pour
76. Lost me tender - Il est frais mon… - C'est cadeau - A la gauloise
77. Une bête de chambre / Punaise et rat / Silences éternels d'espaces
78. Manchot manchot man - I comme Icare - Hot video - Dominos
79. Vous avez un message / Chien de guerre / Engueulade ASMR / Avez-vous vu
80. De nos jours - Kobayashi - La filature
81. TITRE À VENIR
82. TITRE À VENIR
83. TITRE À VENIR
84. TITRE À VENIR
85. TITRE À VENIR
86. TITRE À VENIR
87. TITRE À VENIR
88. TITRE À VENIR
89. TITRE À VENIR
90. TITRE À VENIR
91. Super cheum amant - Jacadi - Paul Predault - Pilier de fermeture
92. Lecloalec'h entier - Toge impex - Doudou à moi - Mind power
93. Le spleen d'Adelin - Prise de tête aux latrines - Fraicheur de vivre - I want muscles
94. Pour de bon - L'être ou ne pas l'être - A genoux - Zzz
95. Bluff bourguignon - Trouver le titre - Sommeil de plomb
96. L'espiègle - Brogues toujours - Cache cache
97. Noix - Beau butin - La même en 36 - The revenant
98. La mémoire dans le pot - Dix versions - Hepar - Parlons business
99. Du bon côté du bar - Orgie, ô désespoir - Shopping - Marraine
100. Ma sorcière bien-aimée - La queue du Mickey - La callas - Maid
101. King killer - Franprix - Chez Rougol - Elle a sa dose
102. Eleonore ou Eleanore - Lara Fabian - Produits frais
103. L'amant imaginaire - The gentleman - Copycat - Un homme pour deux
104. Et la caravane passe - Over the top - Krav Renata - Big mother
105. Métier passion - Trou de mémoire - Petite qualité
106. La vingt de messe - Secret d'époque - Les raisons de la colère - Le gentil
107. Soir de repos - Viens chez moi - E pericolosa, la science - Le druide charmant
108. Vivant - Fables je vous aime - Sujet sensible - Cross fit
109. Fromage empoisonné - Compagnon mendiant - Une soupe et au lit
110. Jean Louis David - Wikifremont - My song - T'aurais pas vu
111. Message de la Fontaine - Reflexe de Pavlov - Un ou une
112. Effeuilage - Intime confession - Super résistante - Syllogamie
113. Bonne journée - Agneau hammam - Ratatouille - Envie pressante
114. Cassée la voix - Le nouveau monde - Kiné
115. Portraits de famille - Ma meilleure amie - Fils de garde - Deux dents dehors
116. Le gui de la discorde - Triple action - Dînette
117. Bon fond - Aphone les ballons - Secret de famille - Gros malaise
118. Question de prestance - Chest bien vrai cha - Tout confort
119. Y-a-t-il un médecin dans la salle - C'est facile pour vous - L'arbre à dents - Triple épaisseur
120. Le bonheur des uns - Sur la réserve - Navrant - Petits complots entre amies
121. Le coussin - Les médailles - Bûche à bûche - Message à caractère personnel
122. Indianna - Made in ? - Hurler à la une - Là depuis le début
123. Trop longtemps - Le médecin malgré tout - Messes basses - Instinct de survie
124. La chanson qui donne soif - Quand Margot … - Le rire versaillais - Gras de porc
125. Le fils au … - Où sont les femmes - Jaloux jaloux
126. Morte archi-morte - Mon ex à nous - A poils laineux
127. Char - Silence, on mange - Partie de croquet - Une autre
128. Last chance - Aller simple - Bonheur terrifiant
129. Elle est trop - Fatigus fatiga fatigum - I'm back - Passage à l'acte
130. Prix libre - Druidissimo - Mendiant de l'amour
131. Echecs à Marie-Louise - Prévention - Un deuxième enfant - Une connerie
132. Jugement à tifs - La maison témoin - Breton garou - Hasard ou pas
133. Mauvais tour - Culbuto - Fermeture - Les relations
134. Collerette - Prévision météo - Mea culpa vraiment - Baptistine
135. Toi toi mon toit - Ostentatoire - Cours de langue vivante - Un truc qui cloche
136. Pour un autre soir - Savoir faire gaulois - Mamaaaaaan
137. Trompette de la gloire - Ours dangereux - Ultra brite - Sans doute
138. Pas de bras - Tu quoque mi fili - Responsable - Lait maternel
139. L'arsene - Stratégie of non violence - Essouflé - Petit coin pas tranquille
140. Liberté chérie - La fuite à Versailles - Avenir et futur - Cabane mouvante
141. Oui mais quoi - Voyage au bout de l'enfer - Captaine de soirée - Peste et choléra
142. Livraison - Avant ou parès - Chanson allumée - La plus chanceuse
143. L'art à table - La fête à Jean - Quand elles ne sont pas là - Pas toi-même
144. La passion selon Gaspard - Royale maladie - Coin à business - Tekitoi
145. Aimer à perdre la raison - Le professeur - V comme Vengeance - Rois du shopping
146. L'équipe de nuit - Nuit de folie - Tête à tête
147. Casse-tête détente - Stupre et tremblements - Filiation - Alea jacta est
148. Message in a carnyx - Ouvrir son cœur - Une bonne diftion - Hashtag j'existe
149. La lettre - Libération - Duel à distance - Ca se dévore
150. Babysitting blues - Frémont de main - Tout doux - Voisin Vigilant
151. Protest song - Le mal par le mal - Un prénom pour la vie - Ennui Ressenti
152. Première loge - Pensées gaspardiennes - Agent Huttier
153. Pupuce - Pote invisible - La terre ferme - Hot couture
154. Oublieuse mémoire - Que je t'aime - Jaloux comme un poux
155. Bonus cacaius - Petit appetit - Dans vos pensées - Pièces détachées
156. Truc de grand-mère - Haziel - Brouille brouilée - Golo golo
157. Chamailleries - A qui le tour - Ours bien Assis
158. Je suis une légende - Fous de leurs muscles - Strip tease - Javel
159. Les comptes du comte - Chiffres romains - Avaler la pilule
160. Quicheta - Step by step - Skin tone - Le truc
161. Radicaux - Valeureux esclave - Respiration
162. Casse-croûte - Perfect ear - VF - Ptit nom
163. L'impitoyable cruauté des poules - Kramer contre Kramer - Ad libitum
164. La druide a parlé - Mitaines - Funny face
165. Superman amateur - Erreur de récepteur - Le combat des cheffes - Jumelle d'un soir
166. Maman a raison - T'es mignonne - Romaine sans filtre
167. Boys don't cry - Manspreading - Complet - Faire ses devoirs
168. P'tit jeu amoureux - Girls talk - Posologique - Tel épris qui croyait prendre
169. Plus qu'un frère - Ah bon - Là où ça fait mal - Pas des manières
170. Miracle morning - Demi dieu - Lost in translation
171. 5 fruits et légumes - Echec invisible - Marie-Louise spotting - Le prénom
172. Top model - Perdre de vue l'objectif - Corps et âme - Slurp compagny
173. Sauce ancestrale - Papa poule - Y a pas moyen de pleurer tranquille - Partie de campagne
174. Slurp face - 20 anstoujours puceau - Là très grande familia
175. Recel - Mortal Kombat - Profilage
176. Toujours un bébé - Pour faire joli - Hot shots - Fragrance
177. Milice risquée - A jamais les premiers - Et soudain frémont - SAV
178. Lait qualitatif - Collectif 50-50 - Eau croupie
179. Ouvreuse - Alerte enlèvement - Not to do list
180. Fais comme chez toi - Ivre mort - Promotion canapé - La cassette
181. Freeze - Témoin - Chauve souris de l'inutile
182. Dress code - King size - La bonne idée - Culpa
183. Trop belles pour moi - Potron-minet - Petite crise - Saleté de Jeanne
184. Me too - Doute et soupçon - Stratégie militaire
185. Rebonds Renata - Evenning routine - Le remplaçant - Bof montessori
186. Michel Leeb - Sing sing - Déménagement - Jeux interdits
187. Elle adore l'habit - Fougerus clausus - Mes coudes
188. Un remède efficace - Quatre nœuds - Ami de Gaspard - Le cri de Burgal
189. Y'en a marre - Le sortilège - En manque
190. Enfant de la blague - A la recherche du temps perdu - Potion secrète - Big insomnies
191. Tout répéter - Ghost - Clavecin peu temperé
192. Tulmute assourdissant - Mise en danger - Cent patates - Dis, quand reviendras-tu?
193. Un peu d'intérêt - Allaitement alité - Tu mens dis - Ni chaud ni froid
194. Suspends ton vol - C'est beau l'instinct - Dans les coins
195. Druidesse avec un esse - Happy meal - Un fils comme lui
196. Deprimus passagerus - Vocalise infinie - Blessures de guerre
197. Traitement naturel - Expression bretonne - Tu pisseras moins
198. Sculpture sur bois - L'armée des ombres - Prune et chatiment
199. Stop flaterrie - Orgie de lancement - Façon tatin
200. Origine faubourg garantie - Marteau Manuel - Plan d'étable - Pile poil

### Choix des interprètes
Parmi les acteurs, six sont issus de la série télévisée Scènes de ménages :
- Philippe Duquesne joue le rôle de Jean-Pierre, le meilleur ami de José ;
- Karina Marimon joue une amie (nymphomane) de Liliane ;
- Charline Paul joue la concierge qui raconte absolument tout à Huguette et Raymond ;
- Catherine Hosmalin joue une autre amie de Liliane ;
- Raphaëline Goupilleau joue le rôle de Brigitte, la secrétaire de José à la mairie.
- Delphine Baril joue le rôle de Madame Brugnon, la femme de ménage de Camille et Philippe.

Ophélia Kolb est connue pour son rôle de l'inspectrice du fisc Colette Brancillon dans la série Dix pour cent et dans Panda, avec Julien Doré.
Par ailleurs, on retrouve Charline Paul, Ophélia Kolb et Karina Marimon aux côtés de Fatsah Bouyahmed, ici dans le rôle de Gaspard, dans le film La Vache.

## Audiences
Le lancement de la série a rassemblé en moyenne 420 000 téléspectateurs et 2,7 % de parts de marché, W9 étant même leader TNT sur la cible privilégiée des téléspectateurs de moins de 50 ans responsables des achats avec une part d'audience de 4,2 %.
Le lancement de la deuxième saison a rassemblé en moyenne 681 000 téléspectateurs et 2,7 % de parts de marché.
La troisième saison diffusée sous forme de prime time a rassemblé un total de 700 000 téléspectateurs et 3 % de parts de marché.